# Керпен (Рейнланд-Пфальц)
Керпен (нім. Kerpen) — громада в Німеччині, розташована в землі Рейнланд-Пфальц. Входить до складу району Вульканайфель. Складова частина об'єднання громад Гіллесгайм.
Площа — 8,22 км2. Населення становить 461 ос. (станом на 31 грудня 2020).

## Галерея

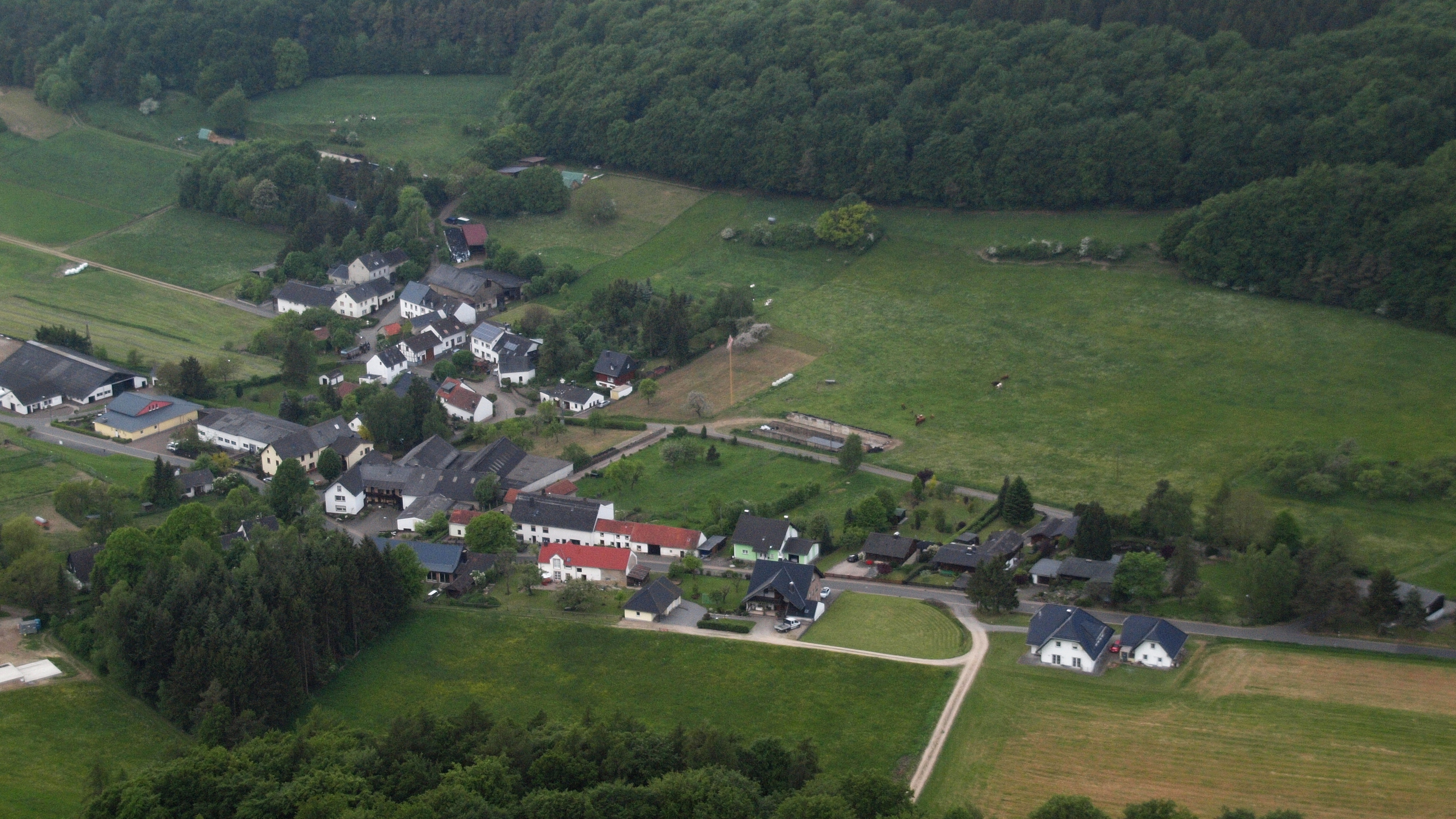
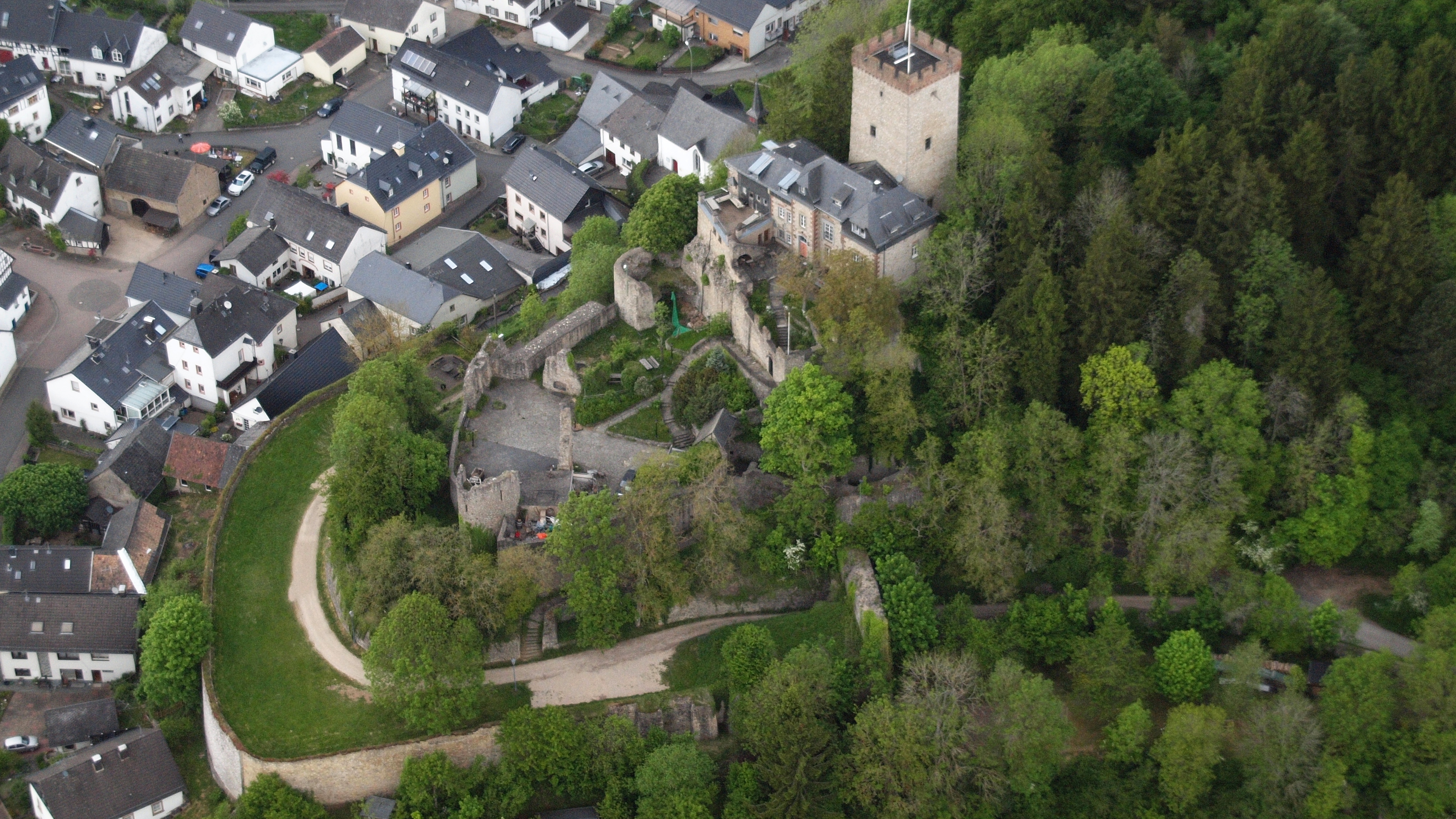
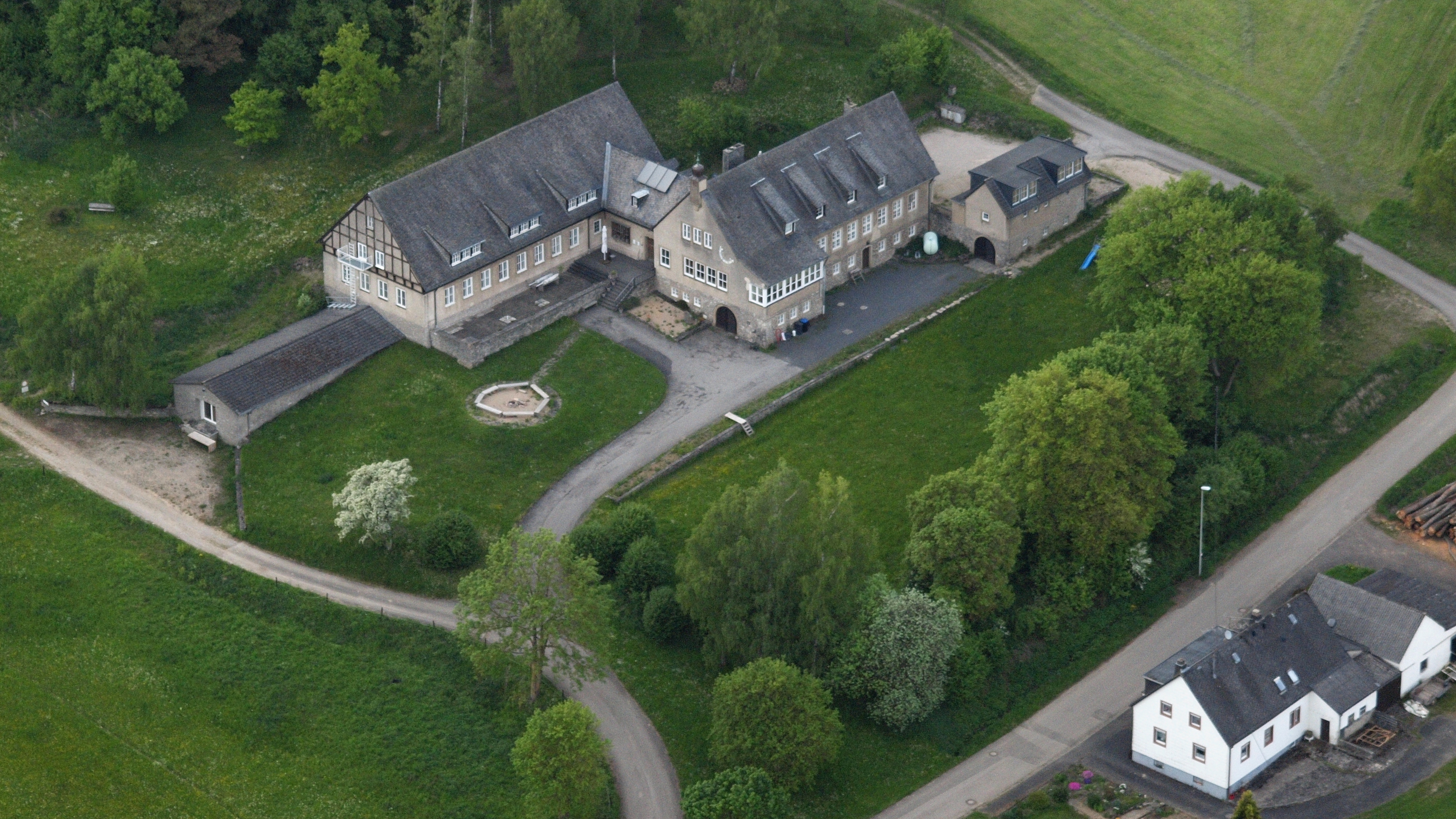